# Restharn
Als Restharn, Resturin oder Residualharn (englisch residual urine oder urinary retention) bezeichnet man die Menge an Harn (Urin), die nach einer normalen Miktion in der Harnblase zurückbleibt. Das Restharnvolumen ist das Ergebnis der Harnzurückhaltung.
Ursachen für eine Restharnbildung sind in der Regel Abflussbehinderungen, z. B. durch eine Prostatavergrößerung, oder eine neurologische Störung der Harnentleerung.
Als pathologisch werden Restharnmengen angesehen, die mehr als 15 % der eigentlichen Blasenkapazität betragen. Nach anderen Angaben gilt ein Residualvolumen von weniger als 30 bis 50 Milliliter bei Erwachsenen noch nicht als Restharn.
Früher wurden im zweiten Stadium der Prostatahypertrophie Restharnvolumina von bis zu 500 ml gefunden.

## Ursachen
Als Ursachen einer Restharnbildung gelten Blasenhalshindernisse (vor allem ein Prostataadenom oder auch ein Prostatakarzinom), eine neurogene Blase, eine Blasenstarre, eine Harnröhrenstriktur, Blasensteine, Phimosen, einige Medikamente, Schwermetallvergiftungen oder selten auch eine Urethralithisis (Harnröhrenstein). Verstopfung ist eine häufige Ursache. Neurologische Ursachen sind zum Beispiel Diabetes mellitus, Morbus Parkinson, Multiple Sklerose, Hirntumore, Rückenmarkstumore und Myelomeningozelen.
Zu den ursächlichen Medikamenten zählen Antipsychotika, Antidepressiva, Antibiotika, Anticholinergika, COX-2-Hemmer, Benzodiazepine, Kalziumkanalblocker, Anästhetika, Blasendetrusormuskelrelaxanzien, Morphin und andere Opiate. Hier spricht man von unerwünschten Arzneimittelnebenwirkungen.
Eine seltene Ursache für die Restharnbildung bei Kindern ist das Hinman-Syndrom. Hier spricht man auch von der nichtneurogenen neurogenen Blase.

## Differenzialdiagnose
Die Restharnbildung nach erfolgter Miktion ist differenzialdiagnostisch abzugrenzen vom Harnverhalt (auch: Harnverhaltung). Diese Harnverhaltung heißt auch Retention (Retentio urinae); damit ist die (absichtliche oder unabsichtliche, psychogene oder neurogene, funktionelle oder organische) Zurückhaltung des Urins gemeint. Die unvollständige Harnverhaltung ist die Restharnbildung. Eine akute vollständige Harnverhaltung ereignet sich zum Beispiel bei einer Prostatavergrößerung oder bei einer Harnröhrenstriktur. Außerdem verstand man früher unter einer Harnverhaltung entweder eine Anurie oder aber eine Ischurie, in beiden Fällen also die Unfähigkeit, den gebildeten Urin zu entleeren. Eine Retentionsblase ist eine Harnblase mit Resturin.

## Restharnmessung
Der Restharn kann zum Beispiel sowohl mittels Ultraschall als auch mittels Katheter bestimmt werden. Für den Patienten angenehmer ist das sonografische Verfahren, da hierbei kein Katheter in die Harnröhre eingeführt werden muss. Vor der Bestimmung wird der Patient aufgefordert, seine Blase möglichst bis auf den letzten Tropfen zu entleeren.
Bei Neugeborenen gilt die Bestimmung des Restharnvolumens in der Harnblase als schwierig und zeitaufwändig. Bei größeren Kindern ist eine vollständige Blasenentleerung nur dann möglich, wenn sie gelernt haben, spontan zu miktionieren.

### Sonografisch
Der Schallkopf kann auf den Unterleib des Patienten oder der Patientin gelegt werden. Bei Frauen kann der Schallkopf auch in die Scheide eingeführt werden. Außerdem kann der Füllungszustand der Harnblase bei beiden Geschlechtern mit Hilfe der transrektalen Sonographie bestimmt werden (Endosonographie).

#### Transabdominal
Das Restharnvolumen wird heute meist sonografisch ermittelt. Dazu lässt man den Patienten zur Toilette gehen, um die Harnblase maximal zu entleeren. Im Anschluss wird die Größe der Blase und der eventuell darin enthaltene Restharn abgeschätzt. Zur sonografischen Bestimmung des Restharns wird die Formel Blasenvolumen in ml = H × W × D × 0,7 beim transabdominalen Ultraschall verwendet (H = Horizontal, W = Weite, D = Tiefe; jeweils in cm). Der Faktor 0,7 ist notwendig, da die Blase nur im gefüllten Zustand zirkulär erscheint. Die Messgenauigkeit lässt bei Volumina unter 50 ml nach, die Fehlerrate liegt hier bei etwa 21 %. Hier ist das ermittelte Blasenvolumen gleich dem Restharnvolumen; denn die Blasengröße ist immer gleich dem Urinvolumen.

#### Transvaginal
Die transvaginale Ultraschallmethode ermöglicht bei Frauen die Restharnbestimmung. Hierbei wird in der Sagittalebene die Blase zur Einstellung gebracht und die maximalen Durchmesser (H = Horizontal, D = Tiefe, jeweils in Zentimeter) werden benutzt, um das Blasenvolumen V (in ml) mittels der Formel V = 5,9 cm × H × D – 14,6 ml zu bestimmen. Auch hier ist das berechnete Blasenvolumen gleich dem Restharnvolumen.

### Mittels Katheters
Deutlich genauere Ergebnisse bekommt man, wenn nach erfolgter Blasenentleerung der Restharn mittels eines Katheters ermittelt wird, der transurethral (durch die Harnröhre) eingeführt wird. Da dieses Verfahren für den Patienten wesentlich unangenehmer ist, wird es nur vorgenommen, wenn eine genaue Bestimmung des Restharns notwendig ist. Gleichzeitig kann mit dieser Methode auch der entnommene Urin für eine Urinkultur verwendet werden, um eventuell Bakterien nachweisen zu können.
Unmittelbar nach der Blasenentleerung wird dem Patienten im Liegen ein Einmalkatheter durch die Harnröhre eingeführt. Das Ende des Katheters liegt entweder in einer Auffangschale, oder es wird (vor dem Einführen) ein kleiner steriler Urinbeutel angeschlossen. Der Patient richtet sich danach auf und der Katheter wird dann langsam zurückgezogen, so dass auch der Urin an der tiefsten Stelle der Blase (Harnröhrenmündung, Orificium urethrae internum) abgelassen werden kann. Bei der Bestimmung der Restharnmenge muss auch der Urin im Katheter nach dessen Entfernung berücksichtigt werden.

### Urographie
Eine Blasenaufnahme nach erfolgter Miktion im Rahmen einer intravenösen Urographie (intravenöse Pyelographie, Ausscheidungsurographie mit Kontrastmittel) ist ebenfalls zur Bestimmung des Restharnvolumens geeignet.

### Nuklearmedizin
Es gibt mehrere nuklearmedizinische Verfahren zur Restharnbestimmung. Hier sind empfohlene Methoden die Nierenfunktionsszintigraphie und die direkte Radionuklidzystographie.

## Therapie
Restharnmengen unter 100 ml bei sterilem Harn erfordern keine Sofortmaßnahmen, jedoch sollte eine Überweisung zum Urologen zur weiteren Befundabklärung und zur eventuellen Therapieeinleitung erfolgen.
Bei wiederholter inkompletter Blasenentleerung besteht ein erhöhtes Risiko für Harnwegsinfektionen, die gegebenenfalls antibiotisch behandelt werden. Manchmal kann ein Harnröhrenstent für Entlastung sorgen. Ein weiteres Verfahren ist die Sakralnervenstimulation bei Harnverhalt (sakrale Neuromodulation mit einem Beckenbodenschrittmacher).
Bei neurogenen Blasenentleerungsstörungen gibt es in Abhängigkeit von der Ursache zahlreiche Behandlungsmöglichkeiten, vom Credé-Handgriff über diverse Medikamente und Sitzbäder bis hin zu operativen Verfahren. Eine weitere Möglichkeit ist der intermittierende Blasenkatheterismus, auch als intermittierender Selbstkatheterismus.